# Fernando Rapallini
Fernando Andrés Rapallini (ur. 28 kwietnia 1978 roku w La Placie) – argentyński sędzia piłkarski. Od 2014 roku sędzia międzynarodowy.
Rapallini znalazł się na liście 19 sędziów Mistrzostw Europy 2020, jako reprezentant CONMEBOL, w ramach wymiany sędziów między tą federacją, a UEFA.

## Sędziowane mecze Copa America 2019[3]
| Mecz            | Data       | Miejsce                      | Runda        | Wynik | Żółta kartka | Czerwona kartka |
| --------------- | ---------- | ---------------------------- | ------------ | ----- | ------------ | --------------- |
| Peru – Brazylia | 22.06.2019 | Neo Química Arena, Sao Paulo | Faza grupowa | 0:5   | 4            | 0               |

## Sędziowane Mecze Mistrzostw Europy 2020[4]
| Mecz                         | Data       | Miejsce                    | Runda        | Wynik        | Żółta kartka | Czerwona kartka |
| ---------------------------- | ---------- | -------------------------- | ------------ | ------------ | ------------ | --------------- |
| Ukraina – Macedonia Północna | 17.06.2021 | Arena Națională, Bukareszt | Faza grupowa | 2:1          | 3            | 0               |
| Chorwacja – Szkocja          | 22.06.2021 | Hampden Park, Glasgow      | Faza grupowa | 3:1          | 2            | 0               |
| Francja – Szwajcaria         | 28.06.2021 | Arena Națională, Bukareszt | 1/8 finału   | 3:3 (k. 4:5) | 7            | 0               |

## Sędziowane mecze Mistrzostw Świata 2022[5]
| Mecz                | Data       | Miejsce                           | Runda        | Wynik         | Żółta kartka | Czerwona kartka |
| ------------------- | ---------- | --------------------------------- | ------------ | ------------- | ------------ | --------------- |
| Maroko – Chorwacja  | 23.11.2022 | Al-Bayt Stadium, Al Khor          | Faza grupowa | 0:0           | 1            | 0               |
| Serbia – Szwajcaria | 2.12.2022  | Stadium 974, Doha                 | Faza grupowa | 2:3           | 11           | 0               |
| Maroko – Hiszpania  | 6.12.2022  | Education City Stadium, Al-Rajjan | 1/8 finału   | 0:0 (k.: 3:0) | 2            | 0               |